# Limédia galeries
Limédia galeries est la bibliothèque numérique patrimoniale du Sillon Lorrain et de ses collectivités membres. En libre accès depuis le 19 janvier 2019, elle regroupe plus de quarante deux mille documents (des images, des cartes, des livres anciens et des manuscrits). 

## Histoire
En 2013, le Sillon Lorrain et ses membres déposent au Ministère de la Culture un dossier de bibliothèque numérique de référence. Le label est obtenu la même année.  
Ce projet bénéficie d'un soutien financier de l'État à hauteur de 76,3 %. Par ailleurs, il est inscrit dans le PACTE d’avenir de la Lorraine 2014 - 2016 signé à Matignon le 17 septembre 2013. 
Le projet Limédia revendique une forte volonté partenariale et de mutualisation. Il vise à développer trois sites Internet : 
- Limédia Mosaïque : ouvert le 14 avril 2018, il propose des contenus numériques achetés par les bibliothèques : livres numériques, presse, autoformation et musique[4] ;
- Limédia galeries : il est inauguré dans les quatre bibliothèques des membres du Sillon Lorrain le 19 janvier 2019 à l'occasion de la 3e Nuit de la lecture[5].
- Limédia Kiosque : ouvert le 23 mars 2019, il propose de la presse ancienne lorraine [6].

En novembre 2019, le prix de l'innovation numérique en bibliothèque est attribué au disposif Limédia lors de la Biennale du numérique # 5.
La bibliothèque numérique Limédia est gérée depuis 2021 par un Groupement d’intérêt public, le GIP Limédia.

## Caractéristiques

### Collections
Au 19 janvier 2019, Limédia galeries proposait à la consultation en ligne 15 019 documents, dont 14 099 documents iconographiques, 66 livres imprimés, 679 manuscrits, 108 livres d'artiste et 67 objets.  
Les documents couvrent une période allant du VIIIe au XXIe siècle. Ils sont issus de la numérisation des fonds patrimoniaux des bibliothèques d'Épinal, de Metz, Nancy, Saint-Dié des Vosges, Lunéville et Thionville.

#### Licence
Les documents numérisées sont, pour la majorité, dans le domaine public et placé sous la Licence Ouverte.

#### Notice
À chaque document est associé un identifiant numérique destiné à sa conservation à long terme, nommé Archival Resource Key.
Tous les documents disposent également d'une notice propre, qui peut contenir :
- titre : le titre de l'œuvre ;
- auteurs ;
- date : exemple : 1750/1805 ;
- éditeur ;
- formats : exemple : 1 carte postale : en noir et blanc  ;
- source : exemple : Bibliothèques de Nancy, M-PI-AL-00001-001 ;
- droit : exemple : Domaine public ;
- description ;
- typologies : exemple : image fixe, estampe ;
- technique ;
- sujets : des mots et expressions clés servant à faire des recherches ;
- langue ;
- relation : Liens avec d'autres œuvres.

### Éditorialisation
Limédia galeries propose de nombreuses publications, pour faciliter l’accès et l'appropriation des documents par les utilisateurs. Elles prennent la forme d'expositions virtuelles, de billets de blog, de galeries d'images, d'histoires et de cartographies.

## Galeries
Quelques documents remarquables de Limédia galeries

### Manuscrits

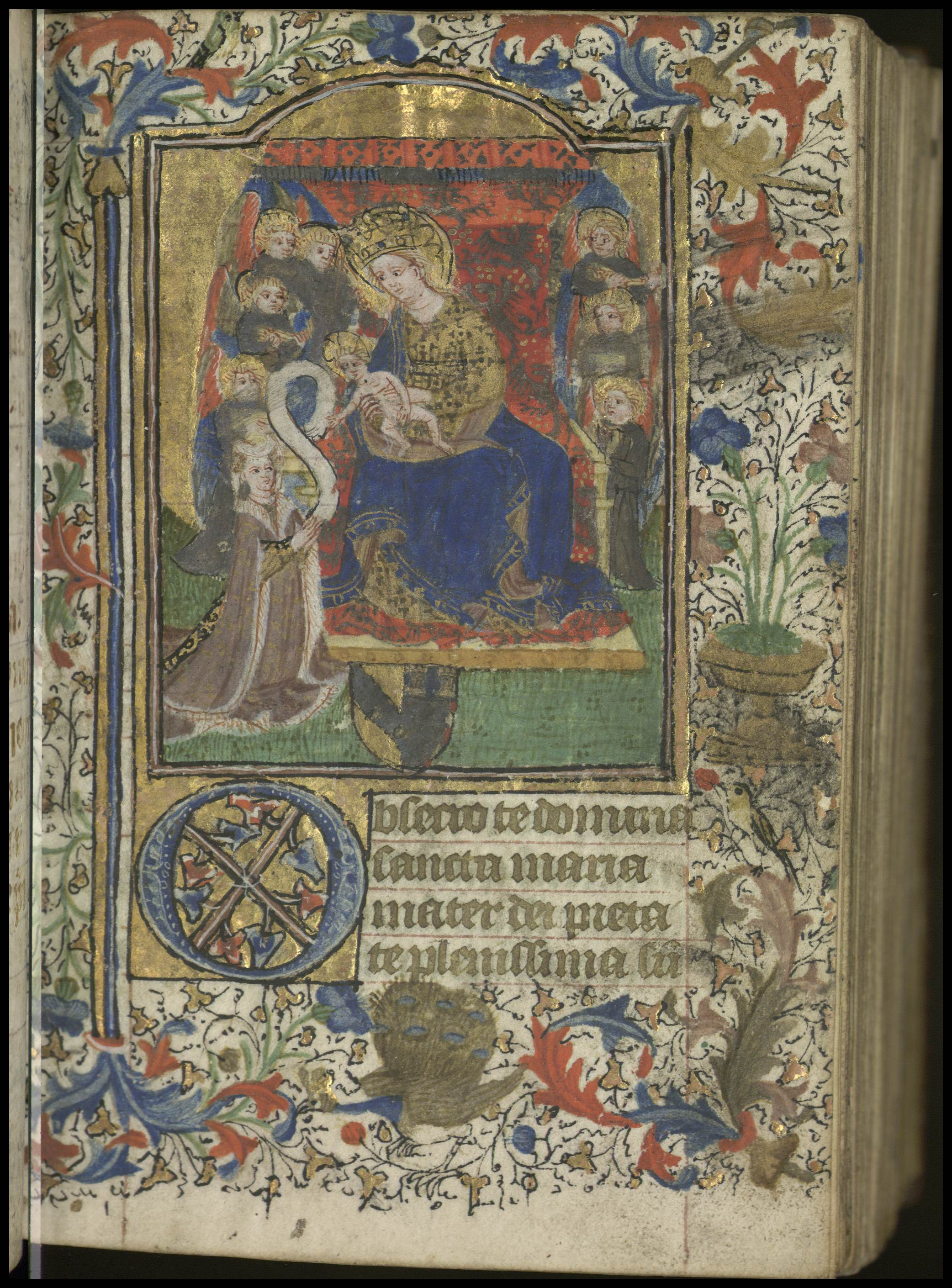
Vierge à l'Enfant, Livre d'heures de Jean de Vy et Perrette Baudoche à l'usage de Metz[10].
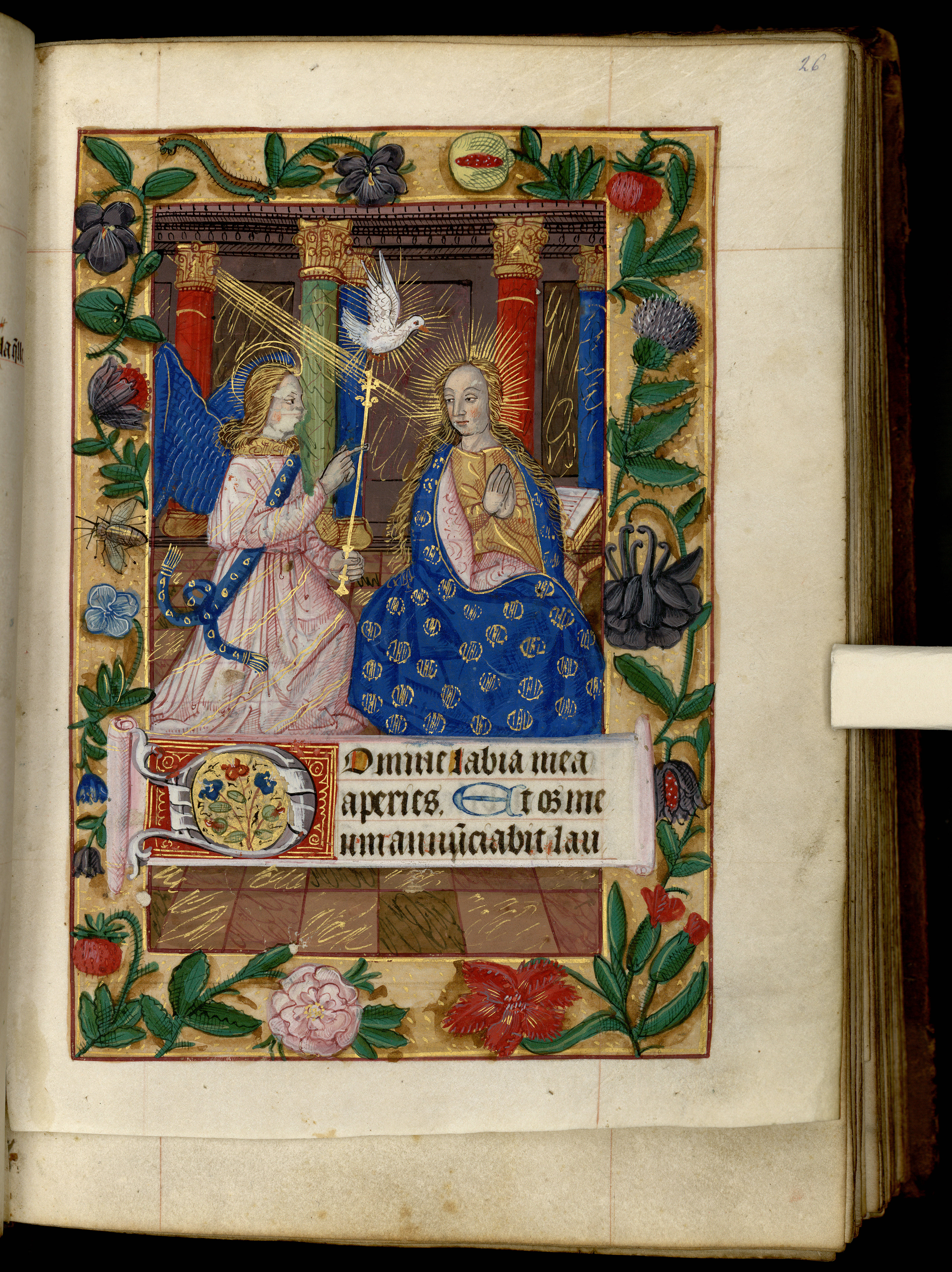
Annonciation, Heures de Notre-Dame de Pitié à l’usage de Toul, XVe siècle[11].
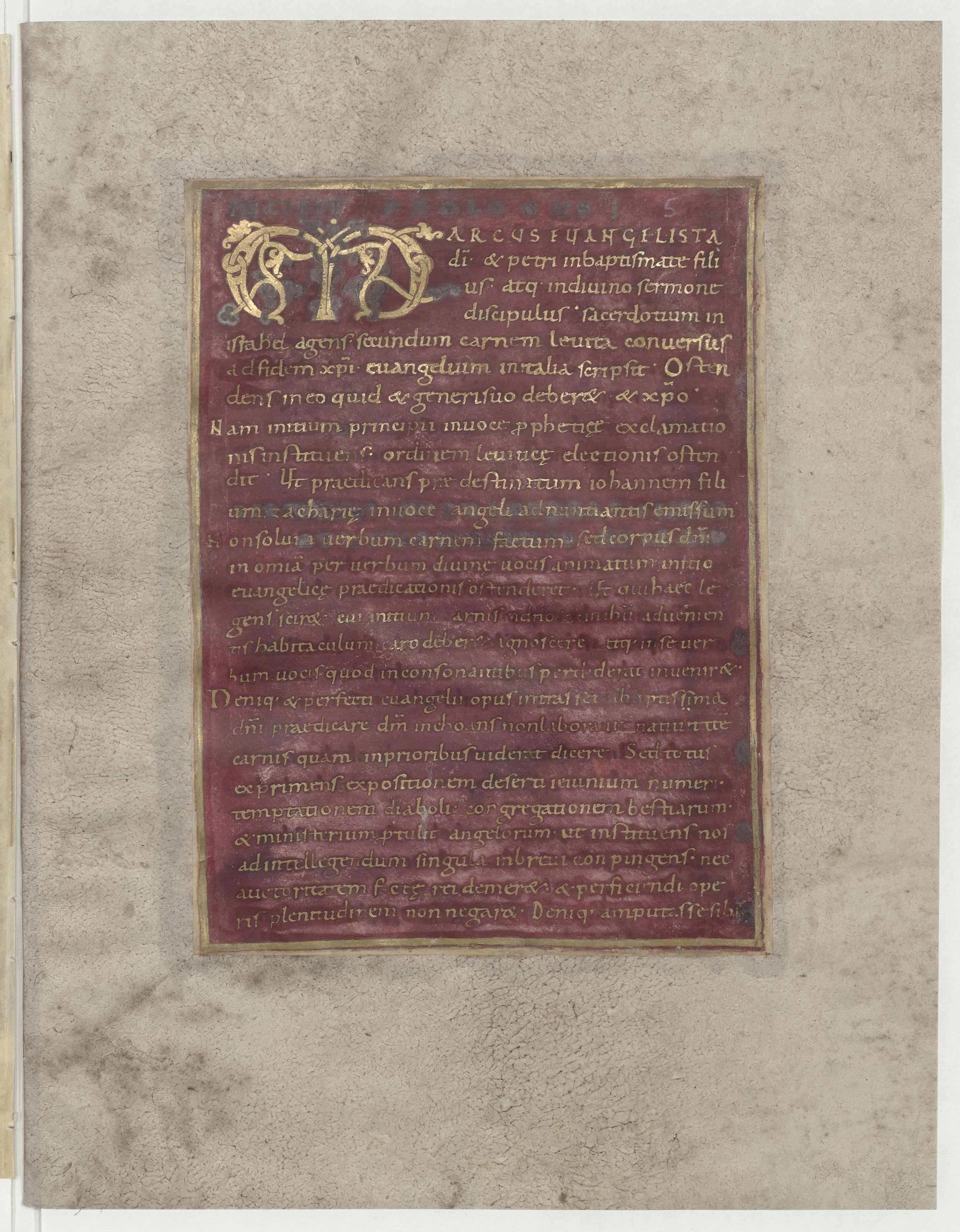
Évangéliaire pourpre, IXe siècle[12].
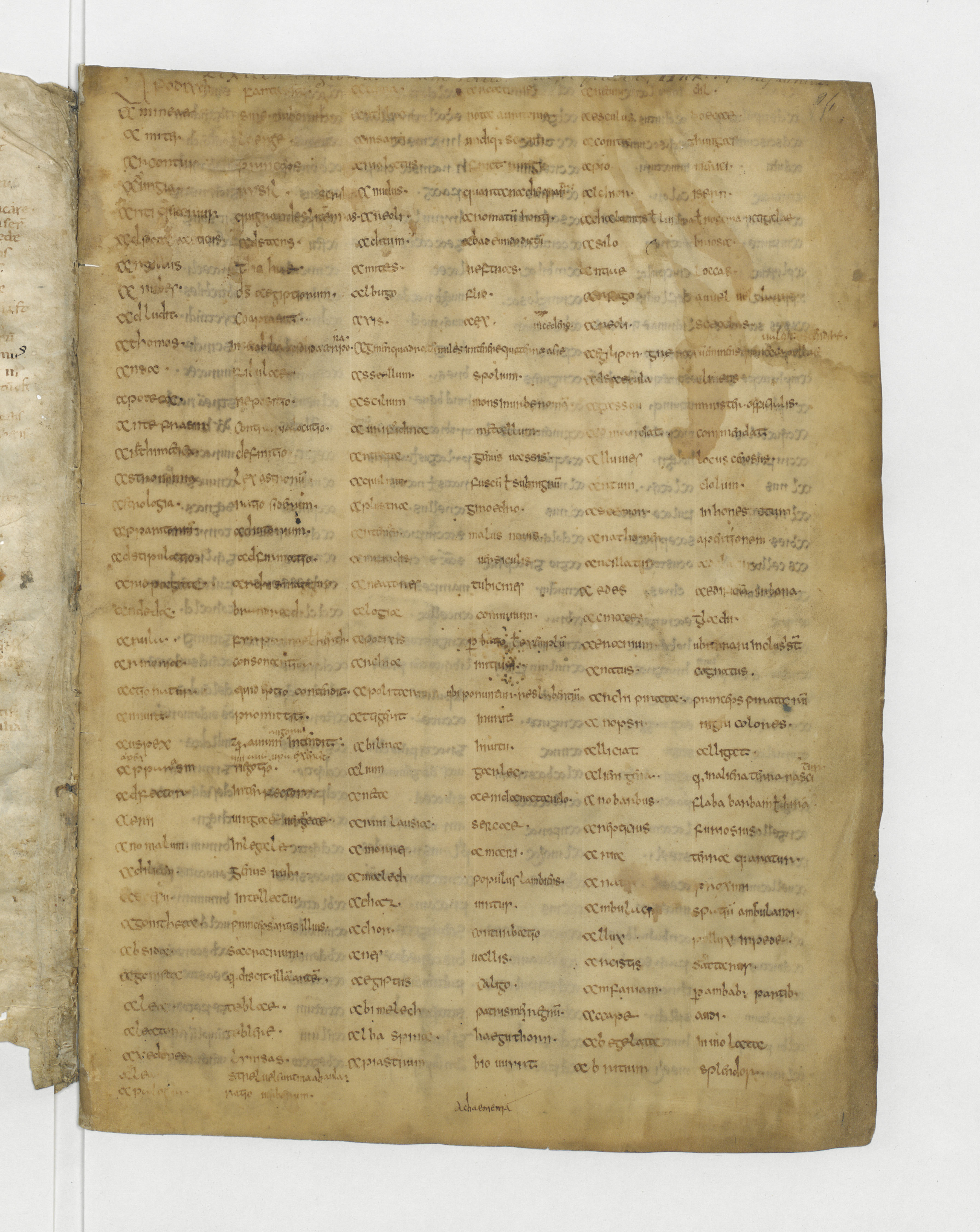
Glossaire d'Épinal, VIIIe siècle.